# Aedes luteocephalus
Aedes luteocephalus es una especie de mosquito de la familia Culicidae que se localiza zoogeográficamente en África ecuatorial y es un vector del virus del dengue, la fiebre amarilla, la artritis epidémica chikunguña y la fiebre del Zika.  Fue descrito originariamente en 1907 como Stegomyia luteocephala,

## Distribución
Angola, Benín, Burkina Faso, Camerún, República Centroafricana, R.D. Congo, Costa de Marfil, Guinea, Etiopía, Ghana, Liberia, Nigeria, Senegal, Sierra Leona, Sudáfrica, Sudán, Tanzania, Zambia y Zimbabue.